# 荊棘の秘密
『荊棘の秘密』（ばらのひみつ、原題：비밀은 없다（→秘密はない））は、2016年公開の韓国映画。監督はイ・ギョンミ（女性）。脚本はイ・ギョンミ、パク・チャヌク、チョン・ソギョン、キム・ダヨン、チョン・ソヨン。主演はソン・イェジン、キム・ジュヒョク。

## ストーリー
元アナウンサーで新進気鋭の政治家キム・ジョンチャン（キム・ジュヒョク）は、国会議員の座を狙って選挙戦の真っただ中にいた。ライバルのベテラン政治家ノ・ジェスン（キム・ウィソン）との闘いに夫を勝利させるため、ジョンチャンの妻ヨノン（ソン・イェジン）も献身的に選挙活動を支える。
だが、投票日を半月ほど先に控えたある日、娘のミンジン（シン・ジフン）が突然姿を消す。ヨノンは娘の安否を心配するが、選挙しか頭にない夫と、年頃の娘が少しはめを外しているだけだと思ってまともに取り合わない周囲の人々に失望。ヨノンはただ一人、わずかな手掛かりをたどり始める。だが、高校の友人や教師と娘の関係を探る中で、衝撃の事実が発覚する。

## キャスト
- ソン・イェジン：キム・ヨノン
- キム・ジュヒョク：キム・ジョンチャン
- キム・ソヒ（朝鮮語版）：チェ・ミオク
- チェ・ユファ（朝鮮語版）：ソン・ソラ
- シン・ジフン（朝鮮語版）：キム・ミンジン
- キム・ミンジェ（朝鮮語版）：事務局長
- パク・ジヌ（朝鮮語版）：チェ記者
- ムン・ヨンドン（朝鮮語版）：ナム刑事
- チョン・ドウォン：イ刑事
- ソン・ジョンハク（朝鮮語版）：市会議員
- ユ・ジェミョン：道議員1
- チャン・ウジン：道議員2
- イェ・スジョン（朝鮮語版）：シン・ソンミ議員
- ハン・チョルウ：チョ博士
- チャン・ジュンニョン（朝鮮語版）：キム刑事
- ソル・チャンヒ：チョ刑事
- キム・ユンジ：チョン刑事
- キム・ジング：目撃者のおばあさん
- ソン・ソンチャン（朝鮮語版）：チャ・チョルヒ候補
- カン・ドクチュン（朝鮮語版）：ドキドキイベントのウサギ
- キム・ウィソン：ノ・ジェスン　※特別出演

## 受賞

### 2016年度
- 第22回春史大賞映画祭：脚本賞（イ・ギョンミ）
- 第22回春史大賞映画祭：主演女優賞（ソン・イェジン）
- 第25回釜日映画賞：主演女優賞（ソン・イェジン）
- 第36回韓国映画評論家協会賞：監督賞（イ・ギョンミ）
- 第36回韓国映画評論家協会賞：主演女優賞（ソン・イェジン）
- 第36回韓国映画評論家協会賞：10大映画賞
- 第17回釜山映画評論家協会賞：大賞
- 第17回釜山映画評論家協会賞：主演女優賞（ソン・イェジン）
- 第17回今年の女性映画人賞：脚本賞（イ・ギョンミ）
- 第17回今年の女性映画人賞：演技賞（ソン・イェジン）
- 第3回韓国映画制作者協会賞：主演女優賞（ソン・イェジン）

## エピソード・その他
- 当初のタイトルは『행복이 가득한 집』（意味：幸せいっぱいの家）だったが、2016年2月に現在のタイトルへの変更が発表された[2][3]。